# Shepton Beauchamp
Shepton Beauchamp is een civil parish in het bestuurlijke gebied South Somerset, in het Engelse graafschap Somerset met 728 inwoners.

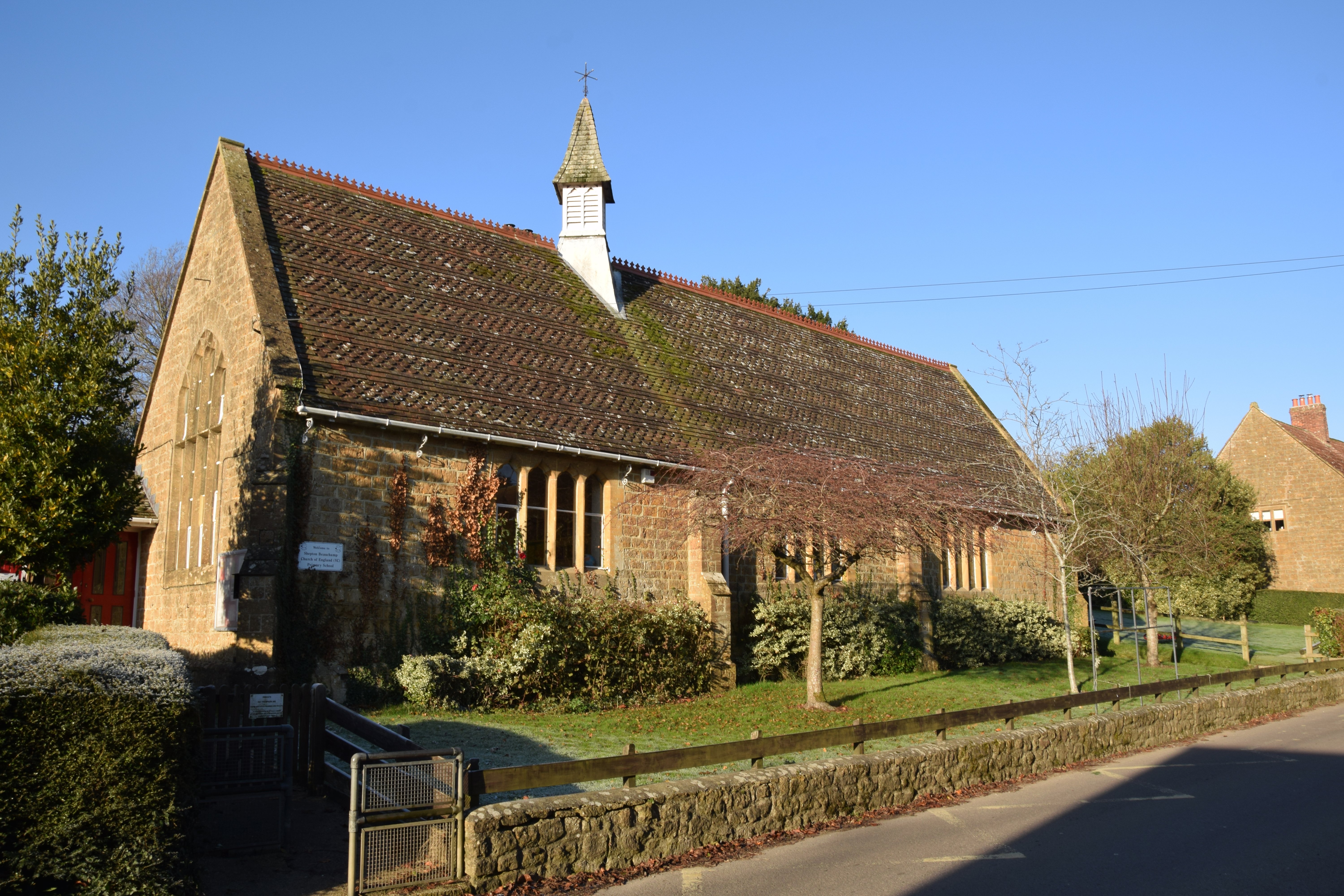
Kerk in Shepton Beauchamp